# Silloth
Silloth (nota anche come Silloth-on-Solway) è una cittadina portuale e parrocchia civile della contea del Cumbria, in Inghilterra.
La cittadina è un esempio di località portuale di età Vittoriana nel Nord dell'Inghilterra. La popolazione di Silloth ammonta a 2 906 abitanti (2011).

## Posizione
Silloth si trova sulla costa dell'estuario del Solway, 18,8 miglia (30,3 km) a nord di Workington e 22 miglia (35 km) ad oest di Carlisle. La cittadina di Maryport si trova a 12 miglia (19 km) a sud, lungo la litoranea B5300 che attraversa anche i paesi di Blitterlees, Beckfoot, Mawbray e Allonby. La cittadina di Wigton si trova a 12 miglia (19 km) ad est, lungo la B5302, che attraversa anche il paese di Abbeytown, 5,5 miglia (8,9 km) a sud-est.

## Storia
La cittadina di Silloth iniziò a svilupparsi a partire dagli anni sessanta dell'Ottocento attorno al capolinea della ferrovia proveniente da Carlisle e attorno ai moli, la cui costruzione era iniziata nel 1855 per rimpiazzare Port Carlisle come banchina per navi di grande pescaggio per la città di Carlisle.
Presentadosi come accesso alle zone marittime per gli operai impiegati nelle fabbriche di Carlisle, la cittadina inizio a prosperare come meta di turismo occasionale. La città ha raggiunto il suo picco di popolarità tra la fine del XIX secolo e l'inizio del XX.

### Tempi moderni
In anni recenti la città ha assistito a grandi sviluppi: gran parte della fascia costiera ha subito un restyling architettonico. La maggior attrazione è una grande area verde usata durante il corso dell'anno per vari eventi ed attività.

## Etimologia
Il termine 'Silloth' deriverebbe dal norreno 'sǣ hlaða', in Anglosassone "'sea barn(s), granaio sul mare.

## Politica
Silloth fa parte della circoscrizione elettorale di Workington. L'attuale membro del parlamento per il 2019 è Mark Jenkinson, del partito conservatore, che è succeduto a Sue Hayman nelle Elezioni Generali del Regno Unito del 2019.
A livello di governo locale, Silloth fa riferimento al distretto di Allerdale e alla contea di Cumbria.
Silloth ha anche una sua autonoma parrocchia.

## Chiese
La chiesa più grande di Silloth è Christ Church (Chiesa di Gesu), situata in un lotto rettangolare pianificato e previsto dal progetto urbanistico originale. In posizione predominante su Criffel Street, il corpo della chiesa è stato completato nel 1870. Il campanile e la guglia, che ospitano una schiera di otto campane, sono stati ultimati nel 1878. La chiesa, in stile gotico, è stata progettata dall'architetto di Carlisle Charles John Ferguson ed è stata costruita con arenaria locale e granito trasportato da Newry, in Irlanda del Nord, tramite la North British Railway. L'interno è in gran parte rivestito di mattoncini gialli e rossi.
Nella città sono presenti numerose altre chiese e cappelle.

## Industria

### Porto di Silloth
Il porto di Silloth, uno dei più trafficati del Cumbria, è di proprietà di Associated British Ports. I carichi principali sono grano, fertilizzante, melassa, legname e merci varie.

### Carrs Flour Mill
Esempio di mulino (per farina) di età Vittoriana, l'edificio fu costruito in prossimità del nuovo molo nel 1887. Carr's flour mill è tuttora operativo e garantisce il rifornimento di farina a un gran numero di industrie alimentari del settore panificazione e dolciario, quali United Biscuits e Warburtons. Carrs Flour Mill è oggi di proprietà del marchio Whitworths.

### Agricoltura
Nel territorio circostante sono presenti allevamenti di bestiame, principalmente ovini e bovini.

### Turismo
Nella città e nelle aree circostanti sono presenti molte aree di campeggio e caravan parks.

### Derwent Brewery
La città possiede un piccolo birrificio che produce birra artigianale per il mercato locale. La fabbrica ricrea birre tradizionali seguendo le ricette originali.

### Airfield
Molte piccole attivita commerciali si trovano nelle strutture situate la ex pista di atterraggio risalente alla seconda guerra mondiale. Il campo di atterraggio fu aperto nel giugno 1939, appena prima dell'inizio della seconda guerra mondiale e fu chiuso il 31 dicembre 1960. Originariamente progettato per essere usato dal RAF maintenance command, 22MU, il campo fu passato dal Coastal Command nel novembre 1939. Qui, oltre ad essere addestrati piloti ed equipaggi dal Regno Unito e dai Paesi alleati, ci si occupava di manutenzione e riparazioni di velivoli militari.

## Economia

### Turismo
Il turismo è uno dei principali fattori economici. La presenza di una dozzina di grandi e piccoli caravan parks localizzati nell'arco di dieci miglia (16 km) dal centro cittadino determina nei mesi estivi un grande incremento della popolazione.
Silloth ospita numerosi eventi durante il corso dell'anno, tra cui un festival della birra a Settembre, con raduno di locomotive a vapore e aquiloni. I servizi disponibili sono un campo da golf da campionato, numerosi hotel, bed and breakfast, pub, sale da tè e ristoranti.
The Solway Buzz un giornale gratuito locale pubblicato mensilmente e distribuito da un gruppo di volontari raccoglie le notizie e gli eventi a Silloth e nelle vicinanze.

## Infrastrutture e trasporti

### Ferrovie
La ferrovia terminante a Silloth fu aperta nel 1856. La linea attraversare i paesi di Kirkbride e Abbeytown fino ad arrivare a Carlisle. La ferrovia fu utilizzata per trasporto passeggeri e per carico merci. È stata chiusa nel 1964 come previsto dal piano di tagli di Beeching.